# Antiphula
Antiphula is een geslacht van kevers uit de familie bladkevers (Chrysomelidae).
De wetenschappelijke naam van het geslacht werd in 1892 gepubliceerd door Martin Jacoby.

## Soorten
- Antiphula discalis Medvedev, 2001
- Antiphula pallida Medvedev, 2001
- Antiphula semifulva Jacoby, 1892